# Ancien Théâtre Nevski - Vera Nemetti
 (mars 2025).
Si vous disposez d'ouvrages ou d'articles de référence ou si vous connaissez des sites web de qualité traitant du thème abordé ici, merci de compléter l'article en donnant les références utiles à sa vérifiabilité et en les liant à la section « Notes et références ».
 (octobre 2024).
Le Théâtre Nevski V. A. Nemetti (ou immeuble de Vladimir Kolyshko) est un monument architectural situé dans le District de Petrograd à Saint-Pétersbourg.

## Histoire
Depuis 1895 le terrain appartenait au capitaine Vladimir Iosifovich Kolyshko, qui a fait construire par Alexandre Montag une maison, achevée par Pavel Mulkhanov en 1913-1914. Kolyshko a épousé une Autrichienne, Vera Linskaya-Nemetti, artiste et entrepreneuse, qui louait un théâtre et un jardin au 39 rue des Décembristes pendant 15 ans et, après avoir perdu son contrat, a décidé de construire un théâtre sur la propriété de son mari.

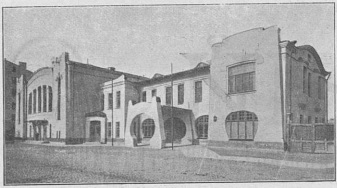
Le bâtiment d'origine du théâtre

Le Théâtre Nevski (Nouveau-Pétersbourg) a été construit en 1902 et les finitions ont été achevées en 1904. Les moulures en stuc de la façade ont été réalisées avec la participation d'artisans viennois, et les moulures en stuc des intérieurs ont été réalisées par l'atelier de Nikolsky.
La partie principale du bâtiment contenait un auditorium rectangulaire pouvant accueillir 800 personnes avec balcon. Sur le côté se trouvait un restaurant avec des salons qui, en été, se transformait en un hall de passage avec des caisses enregistreuses. Le bâtiment a été construit dans le style Art Nouveau, mais présente des caractéristiques qui ont ensuite été développées dans le constructivisme russe.
Le style du théâtre était dominé par la Sécession autrichienne - en particulier, des lignes droites et douces étaient combinées et des frises en relief étaient réalisées.
Alexander Blok a visité le théâtre à plusieurs reprises ; le bâtiment était considéré comme l'une des œuvres les plus intéressantes de Montag.
Apparemment, le théâtre rapportait peu, c'est pourquoi le 24 mars 1908, le projet de Pavel Mulkhanov visant à le reconstruire en immeuble de rapport fut approuvé. L'aile latérale et le hall d'été ont été démontés pour créer une cour, le volume principal a été agrandi sur cinq étages et avec une extension sur le côté gauche de l'avenue.
Sur la façade, des images de profil en stuc de Mars et Bellone (selon une autre version, Minerve) sont répétées à plusieurs reprises.